# Йомсвикинги
Йомсвикинги —  братство викингов, существовавшее в X—XI веках. Согласно одной точке зрения, йомсвикинги были профессиональными наёмниками и разбойниками, согласно другой, представляли собой прототип христианских рыцарских орденов. Главная база йомсвикингов находилась в городе-крепости Йомсборг. Будучи ревностными язычниками, они поклонялись Одину и Тору.

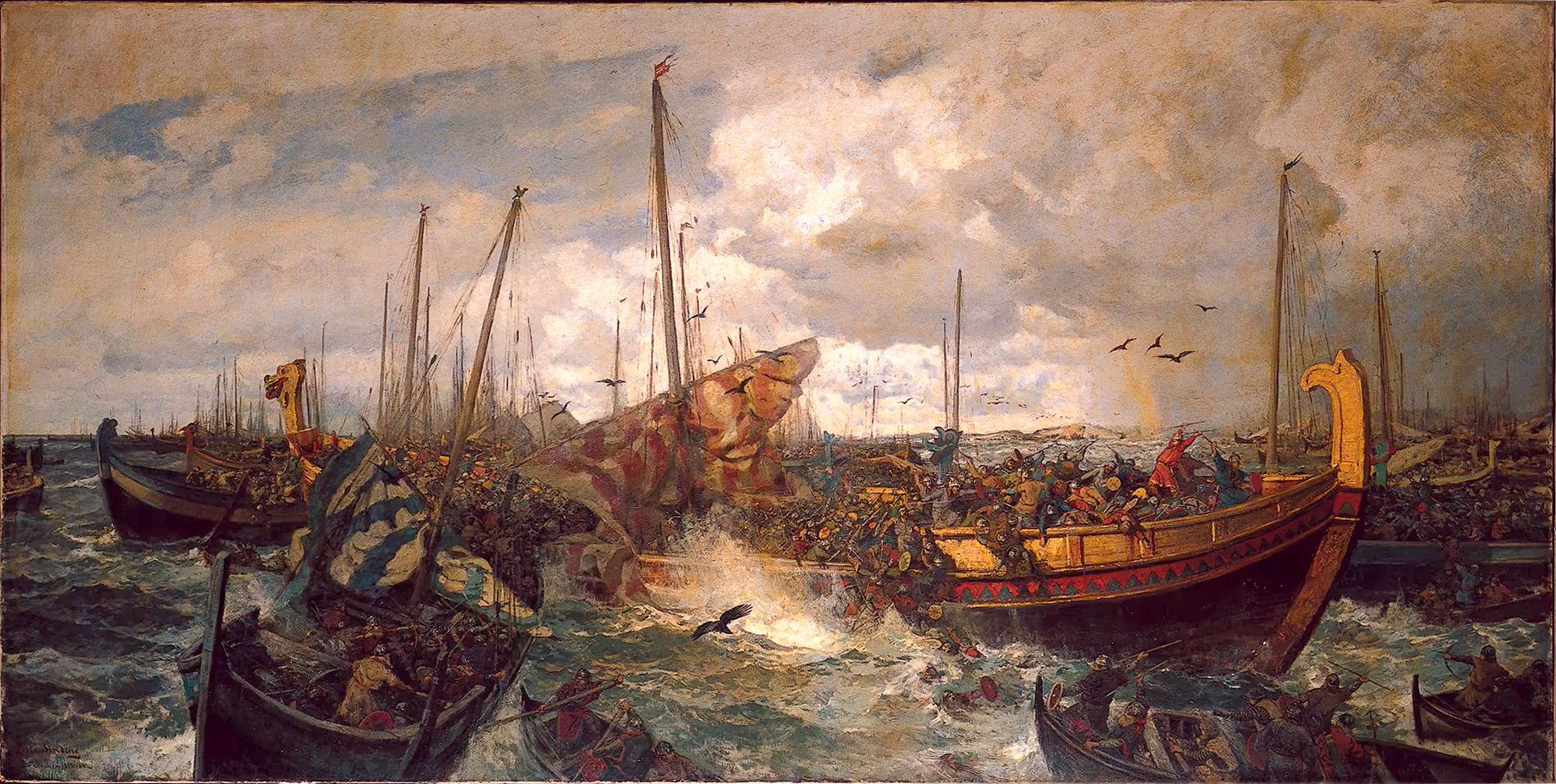
«Битва при Свольдере», худ. Отто Синдинг

## Кодекс поведения
Согласно «Саге о йомсвикингах», кандидаты на вступление в братство подвергались тщательному отбору. Все члены ордена подчинялись жёстким правилам с целью поддержания строгой военной дисциплины в общине.
- Для вступления в братство кандидат должен был совершить подвиг, как правило, в форме ритуального поединка хольмганг с действительным йомсвикингом.
- Членами братства были мужчины не моложе 18 лет и не старше 50. Исключение сделали лишь для двенадцатилетнего мальчика по имени Вагн Окессон (Vagn Åkesson), победившего в схватке Сигвальда Струт-Харальдсона (в дальнейшем оба командовали в битве при Хьёрунгаваге).
- Каждый обязан был защищать своих собратьев и, в случае их смерти, мстить за них.
- Запрещались всякие ссоры в общине, и даже грубое обращение друг к другу могло привести к изгнанию. Кровная вражда между членами братства могла иметь место только с согласия старшин йомсвикингов.
- Йомсвикинги не могли показывать страх или бежать перед лицом равного или превосходящего их в численности врага, хотя организованное отступление перед значительно превосходившими силами противника не считалось позором.
- Все трофеи делились между всеми членами братства.
- Воинам запрещалось отлучаться из крепости более чем на три дня без разрешения братства.
- Женщины и дети не допускались за крепостную стену. Также йомсвикинги не брали их в плен. Всё же точно не установлено, было ли запрещено йомсвикингам иметь жён или любовниц за пределами стен.

Любое нарушение правил, по обыкновению, могло караться исключением из братства и изгнанием.

## История братства
История братства крайне запутана и противоречива из-за нехватки информации, неаккуратности источников и отсутствия достоверных, археологически подтверждёных фактов.

### Основание

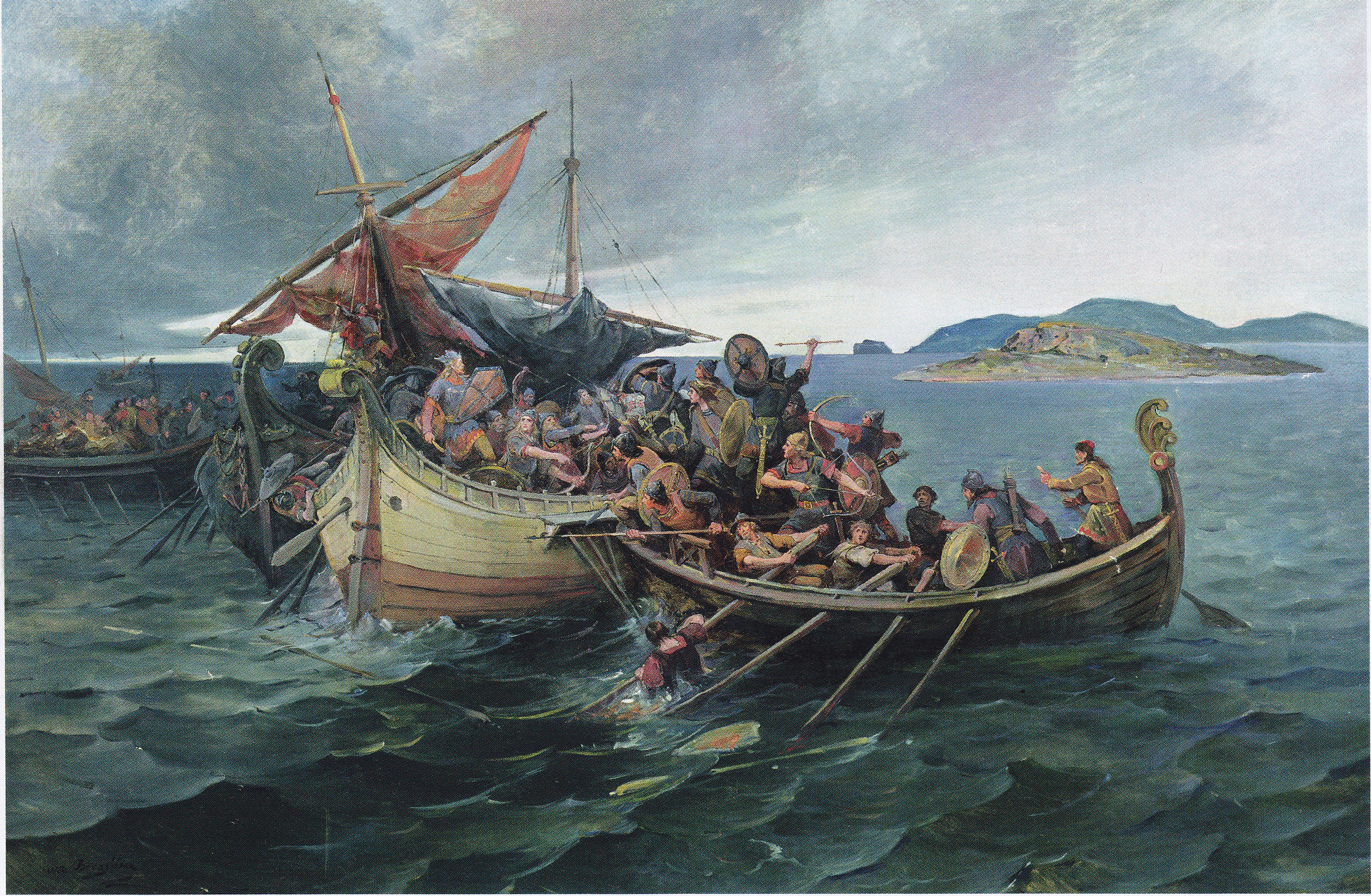
«Йомсвикинги в битве при Свольдере», Нильс Бергслин (1900)

Разные источники содержат различные версии учреждения братства и основания главного опорного пункта йомсвикингов. Источники не сходятся ни в названиях этой крепости, ни в именах предводителей братства. Версии и источники:
1. Согласно 10-й книге Gesta Danorum, датский конунг Харальд I Синезубый захватил поселение Юлинум (Julinum) и отдал его шведскому принцу Стирбьёрну Сильному, снабдив его мощным флотом, с которым тот начал терроризировать окрестности.
2. «Сага о потомках Кнута» (др.-сканд. Knýtlinga saga) подтверждает эту историю, называя, однако, Харальда основателем йомсвикингов, но исключая историю о Стирбьёрне из повествования о йомсвикингах.
3. «Сага о йомсвикингах» называет основателем Палнатоки, получившего это место от правителя вендов Бурислава, которого можно отождествить с собирательным образом Болеслава Храброго и его отца Мешко I.
4. «Прядь о Стирбьёрне Чемпионе» и «Сага о людях с Песчаного Берега» повествуют то же, что и все остальные, утверждая лишь то, что Стирбьёрн возглавил йомсвикингов уже после их основания.

Согласно различным источникам, гавань Йомсборга — главной базы йомсвикингов — могла вмещать от 30 до 300 кораблей одновременно. Вождями йомсвикингов в сагах названы основатель ордена Палнатоки, его внук Вагн Окессон, Стирбьёрн Сильный, Свен I Вилобородый, Сигвальд Струт-Харальдссон, его брат Торкелль Длинный и Хеменг.

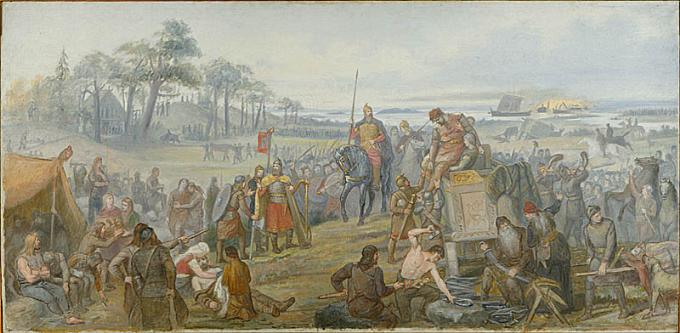
«После битвы на Фюрисвеллире», Мортен Эскиль Винге (1888)

### Деятельность
Согласно источникам #1 и #4, в начале 980-х годов изгнанный шведский принц Стирбьёрн Сильный повёл йомсвикингов в Швецию против своего дяди Эрика Победоносного, дабы вернуть себе престол. Йомсвикинги были разбиты в битве на Фюрисвеллире, как сказано, благодаря договору Эрика с Одином. Об этой истории свидетельствуют рунические камни, а также она упомянута в поэме скальда Торвальда Хьялтасона, принимавшего участие в битве на шведской стороне.
Источник #3 гласит, что в 986 году йомсвикинги двинули на норвежского ярла Хакона и были разбиты в битве при Хьёрунгаваге. Сага кратко дает описание исхода и битвы и фактически повествует о том, что эта битва стала началом конца йомсвикингов.
Хотя после этих сокрушительных поражений силы йомсвикингов пошли на убыль, «Сага об Олаве Трюггвасоне» говорит об их решающей роли в битве у Свольдера в 1000 году. В этой битве йомсвикинги под предводительством ярла Сигвальди предали Олафа Трюггвасона, объединившись с его врагами. Возможное объяснение их поступка может заключаться в том, что таким образом они предприняли попытку остановить христианизацию Скандинавии, последовательным адептом которой был Олаф. Однако победивший в этом сражении Свен Вилобородый формально тоже являлся христианином — он и его отец Харальд были крещены в 965 году.
Есть сообщения, что в начале 1000-х годов йомсвикинги совершали набеги на различные скандинавские территории, а в 1009 году принимали участие в серии набегов на восточное побережье Англии.
Около 1013 года совместно со Свеном Вилобородым йомсвикинги участвовали во вторжении в Англию. Возможно, в надежде взимать свои налоги, они вскоре снова переметнулись, а основные силы викингов во главе с Этельредом Неразумным ударили по Нормандии.
Закат братства продолжался ещё несколько десятков лет, пока в 1043 году король Норвегии Магнус I не решил положить конец йомсвикингам. Он разграбил Йомсборг и сравнял крепость с землей. Большинство йомсвикингов уплыло в северо-западную часть Исландии, где воевали во внутренних конфликтах. Также впоследствии известны набегами на Ирландию — так говорится в «Круге земном».

## Историческая достоверность
Первые упоминания о йомсвикингах встречаются в исландских сагах XII—XIII века. Нет сохранившихся источников, современных йомсвикингам, где бы упоминались они или Йомсборг. Однако сохранился ряд лаусависов, посвящённых битвам йомсвикингов, а также рунические камни того периода, где упомянуты йомсвикинги.

### Рунические камни
Рунические камни являются признанными историческими источниками по истории ранне-средневековой Скандинавии.

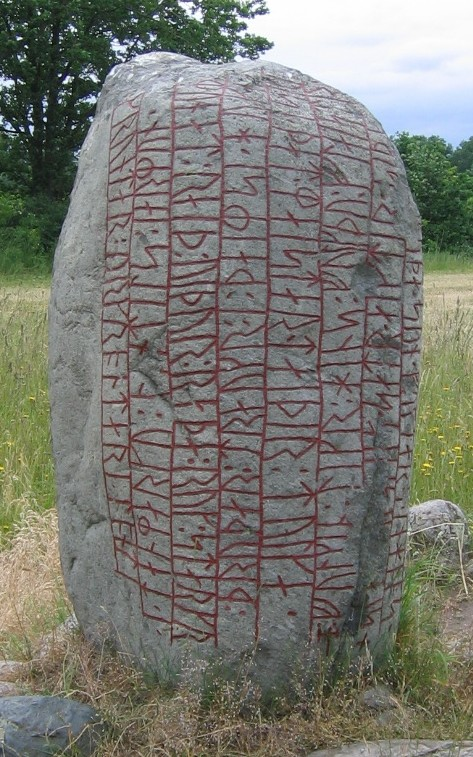
Рунический камень Öl 1

- Камень из Hällestad в Сконе за номером DR 295, надпись на котором гласит: «Этот камень поставил Аскелл в память о своем преданном господине Токи сыне Горма. Он не бежал под Уппсалой. В память о своем брате храбрые воины установили этот камень на холме, укрепив его рунами. Они шли рядом с Токи.»Другие камни этой группы также упоминают слугу Токи (DR 296) и брата Токи, Асбьёрна (DR 297).

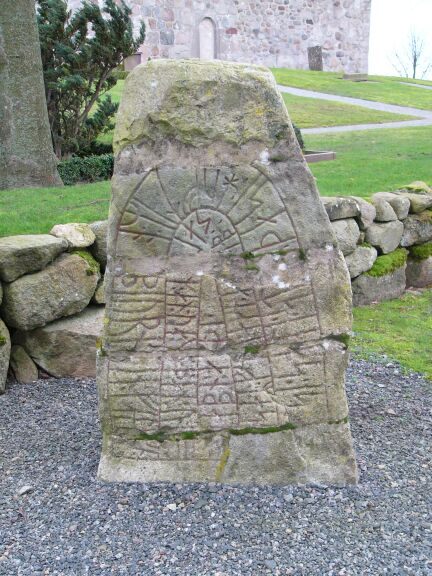
Камень DR 279 в Сконе

- Камень Sjörup в Сконе, обозначенный DR 279, надпись на нём гласит:

«Этот камень поставил Сакси в память о своём напарнике Асбьёрне сыне Тофи/Токи. Он не бежал под Уппсалой, но бился пока было оружие.»
- Камень Högby, обозначенный Ög 81, надпись на нём начинается так:[2] «Добрый бонд Гулли имел пять сыновей. Пал у Фюри Асмунд, бесстрашный муж.…»
- Камень Karlevi, обозначенный Öl 1, установлен датскими воинами в память о своём вожде. Камень стоит на острове Эланд, лежащем на пути йомсвикингов в Уппсалу и обратно. Датирован тем же периодом, что и предполагаемая битва, также как и другие указанные выше камни. Таким образом вполне вероятно, что его воздвигли йомсвикинги в честь своего вождя.

### Йомсборг
Согласно «Саге о йомсвикингах», «Саге об Олаве Трюггвасоне» и историям из «Книги с Плоского острова», штаб-квартира йомсвикингов, Йомсборг, находилась на южном берегу Балтийского моря, её точное место археологически не установлено. Часть исследователей считает, что он находился на холме Зильберберг (Silberberg) к северу от города Волин на острове Волин, Польша. Йомсборг также ассоциируют с «Юмне», «Юлин» и «Винета», упомянутых в датских и немецких хрониках.

### Письменные источники
- Сага о йомсвикингах
- Драпа о йомсвикингах
- Сага о Кнютлингах
- Круг земной
- Прядь о Стирбьёрне Чемпионе
- Сага о Людях с Песчаного Берега
- Деяния данов
- Сага об Олаве Трюггвасоне